# Paul Perret (personnalité politique suisse)
Pour les articles homonymes, voir Paul Perret et Perret.
Cet article concerne l'homme politique suisse. Pour le journaliste, romancier, feuilletoniste et critique dramatique français, voir Paul Perret.
Paul Perret, né le 10 avril 1880 à Lausanne et mort le 8 avril 1947 à Lausanne, est une personnalité politique suisse, membre du Parti radical-démocratique,.

## Biographie
De confession protestante, originaire d'Essertines-sur-Yverdon, Paul Perret est le fils d'Alexis Perret, agent de police, et de Susanne Julie Magnin. Il épouse en 1913 la peintre et céramiste Nora Gross. À sa sortie de l'école industrielle cantonale de Lausanne, il travaille comme employé de commerce, puis collabore à de nombreux quotidiens vaudois. Paul Perret se fait connaître comme critique d'art. Rédacteur, dès 1909, de La Tribune de Lausanne, il en devient le directeur entre 1916 et 1918. Il sera également secrétaire de L’Œuvre, association suisse romande de l’art et de l’industrie.

### Carrière politique
Député radical au Grand Conseil vaudois de 1921 à 1931, conseiller communal (législatif) de Lausanne de 1921 à 1924, il siège entre 1924 et 1931 au Conseil municipal de Lausanne, où il est responsable des écoles. Il est syndic de Lausanne du 1er janvier 1930 au 18 décembre 1931. Élu au Conseil national en 1931, il démissionne lorsqu'il est élu au Conseil d'État vaudois la même année ; il y dirige du 1er décembre 1931 au 4 août 1945 le Département de l'instruction publique et des cultes. Il est nommé en 1946 Doctorat ès lettres honoris causa de l'université de Lausanne,,.